# 1915 en sport automobile
Chronologie du Sport automobile
1914 en sport automobile - 1915 en sport automobile - 1916 en sport automobile
Les faits marquants de l'année 1915 en Sport automobile

## Par mois

### Février
- 27 février : Grand Prix automobile des États-Unis.

### Mars
- 6 mars : Coupe Vanderbilt.

### Mai
- 31 mai : 500 miles d'Indianapolis.

## Naissances
- 16 janvier : Heinz Brendel, pilote automobile allemand. († 1er décembre 1989).
- 29 janvier : Brian Shawe-Taylor, pilote anglais de course automobile, († 1er mai 1999).
- 5 avril : John Peter "Johnnie" Wakefield, pilote automobile britannique, († 24 avril 1942).
- 10 août : Carlos Alberto Menditéguy, pilote de course argentin et  joueur de polo, († 27 avril 1973).
- 26 octobre : Joe Fry, pilote anglais de course automobile. († 29 juillet 1950).

- 29 novembre : Helmut Niedermayr, pilote automobile allemand, († 3 avril 1985).
- 17 décembre : Ludwig Fischer, pilote automobile allemand, († 8 mars 1947).

## Décès
- 8 octobre : Harry Fletcher Grant , pilote automobile américain, spécialiste de courses de côte. (° 10 juin 1877).